# La Chaise-Baudouin

La Chaise-Baudouin este o comună în departamentul Manche, Franța. În 1 ianuarie 2022 avea o populație de 443 de locuitori.